# Kanton Golbey
Kanton Golbey (fr. Canton de Golbey) je francouzský kanton v departementu Vosges v regionu Grand Est. Skládá se z 12 obcí. Zřízen byl v roce 2015.

## Obce kantonu
- Capavenir-Vosges
- Chavelot
- Darnieulles
- Domèvre-sur-Avière
- Fomerey
- Frizon
- Gigney
- Golbey
- Igney
- Mazeley
- Uxegney
- Vaxoncourt